# Pepita Tudó

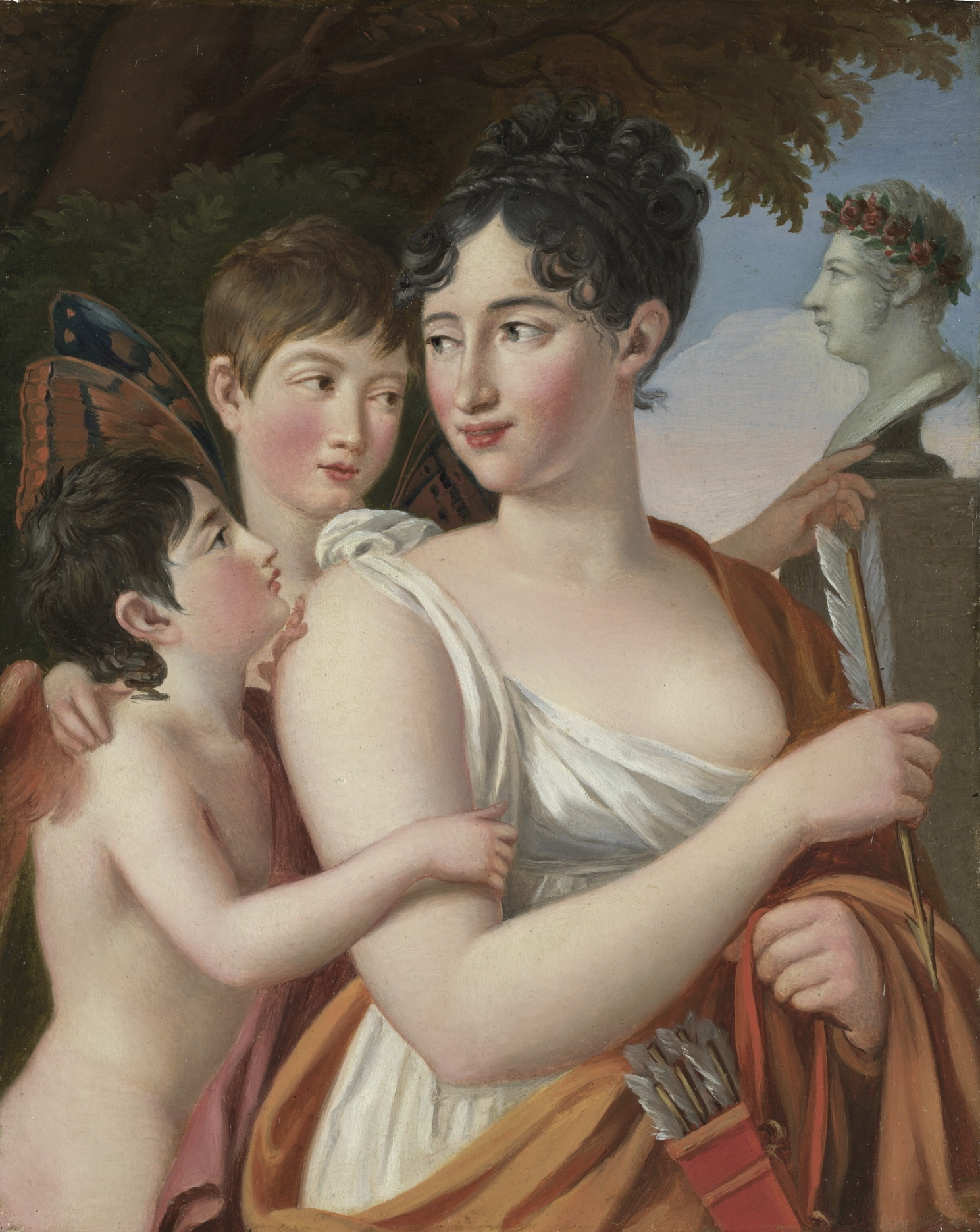
Pepita Tudó, gemalt von José de Madrazo, c.1812. Museo del Prado.

Josefa Petra Francisca de Paula de Tudó y Catalán, Alemany y Luesia, besser bekannt als Pepita Tudó (* 19. Mai 1779 in Cádiz; † 20. September 1869 in Madrid) war die langjährige Geliebte und spätere Ehefrau Manuel de Godoys, des ersten Ministers des spanischen Königs Karl IV. Die Forschung ist sich zunehmend sicherer, dass sie die Maja auf Francisco de Goyas beiden berühmten Bildern ist.

## Biografie
Pepita Tudó war Halbwaise – ihre Eltern waren der früh verstorbene Artillerieoffizier Antonio de Tudó y Alemany und Catalina Cathalán y Luecia. Zusammen mit ihrer Mutter und ihren beiden Schwestern Magadalena und Socorro lebte sie im Haus des spanischen Politikers und ersten Ministers Karls IV., Manuel de Godoy, der um das Jahr 1800 eine Liebesbeziehung mit ihr begann. Gleichzeitig war er mit hoher Sicherheit der Geliebte der spanischen Königin María Luisa de Parma, der Gemahlin Karls IV. Diese zwang oder überredete ihn einerseits aus Eifersucht, andererseits auch aus politischen Überlegungen heraus, zu einer Ehe mit María Teresa de Borbón y Vallabriga, welche im Oktober 1797 geschlossen wurde und aus der die Tochter Carlota Luisa de Godoy y Borbón (1800–1886) hervorging.
Das Verhältnis zwischen Godoy und seiner Mätresse ging jedoch weiter und in den Jahren 1805 und 1807 gebar Pepita von Manuel de Godoy zwei Söhne (Manuel und Luis). 1807 wurde sie auf Drängen Godoys von Karl IV. mit den Titeln einer Condesa de Castillo Fiel und einer Vicondesa de Rocafuerte ausgezeichnet. Nach der erzwungenen Abdankung Karls IV. im Jahr 1808 und der Thronbesteigung Ferdinands VII., der ein erklärter und erbitterter Gegner Godoys war, flohen er und Pepita nach Frankreich, wo sie in Fontainebleau, Compiegne und Aix-en-Provence Station machten, um dann vier Jahre lang in Marseille zu verweilen. Im Jahre 1812 übersiedelten sie nach Rom, von wo sie jedoch auf Betreiben Ferdinands VII. von Papst Pius VII. nach Pesaro exiliert wurden. In Verona trafen sie auf Karl IV. und seine Gattin María Luisa, die die päpstliche Feststellung der Ungültigkeit der Ehe zwischen Godoy und María Teresa de Borbón y Vallabriga erreichen konnten. Ferdinand VII. betrieb auch ihre Ausweisung aus Genua und Livorno, so dass sie einige Zeit in Pisa verbrachten. Obwohl sie bereits früher heimlich geheiratet hatten, wurden Manuel de Godoy und Pepita Tudó erst nach dem Tod der Ehefrau Godoys (1828) am 7. Februar 1829 offiziell getraut. Im Jahre 1832 zogen beide erneut nach Paris, wo beide ein eher ärmliches Leben führten – der französische König Louis-Philippe gewährte ihnen eine jährliche Rente in Höhe von 5000 Francs. Im Jahr 1834 kehrte Pepita Tudó nach Madrid zurück um diverse Rechts- und Besitzansprüche ihres Mannes durchzusetzen – ein Unterfangen, das jedoch zehn Jahre später mit der Beschlagnahmung seines Besitzes durch den spanischen Staat endete. Godoy starb verarmt im Jahre 1851 in Paris; Pepita Tudó lebte noch weitere 17 Jahre in Madrid, bis sie hochbetagt im Jahre 1869 verschied. Einem Journalisten vertraute Pepita in hohem Alter an, dass ihr Mann zeitlebens nur eine einzige Liebe gekannt habe – die Königin María Luisa...

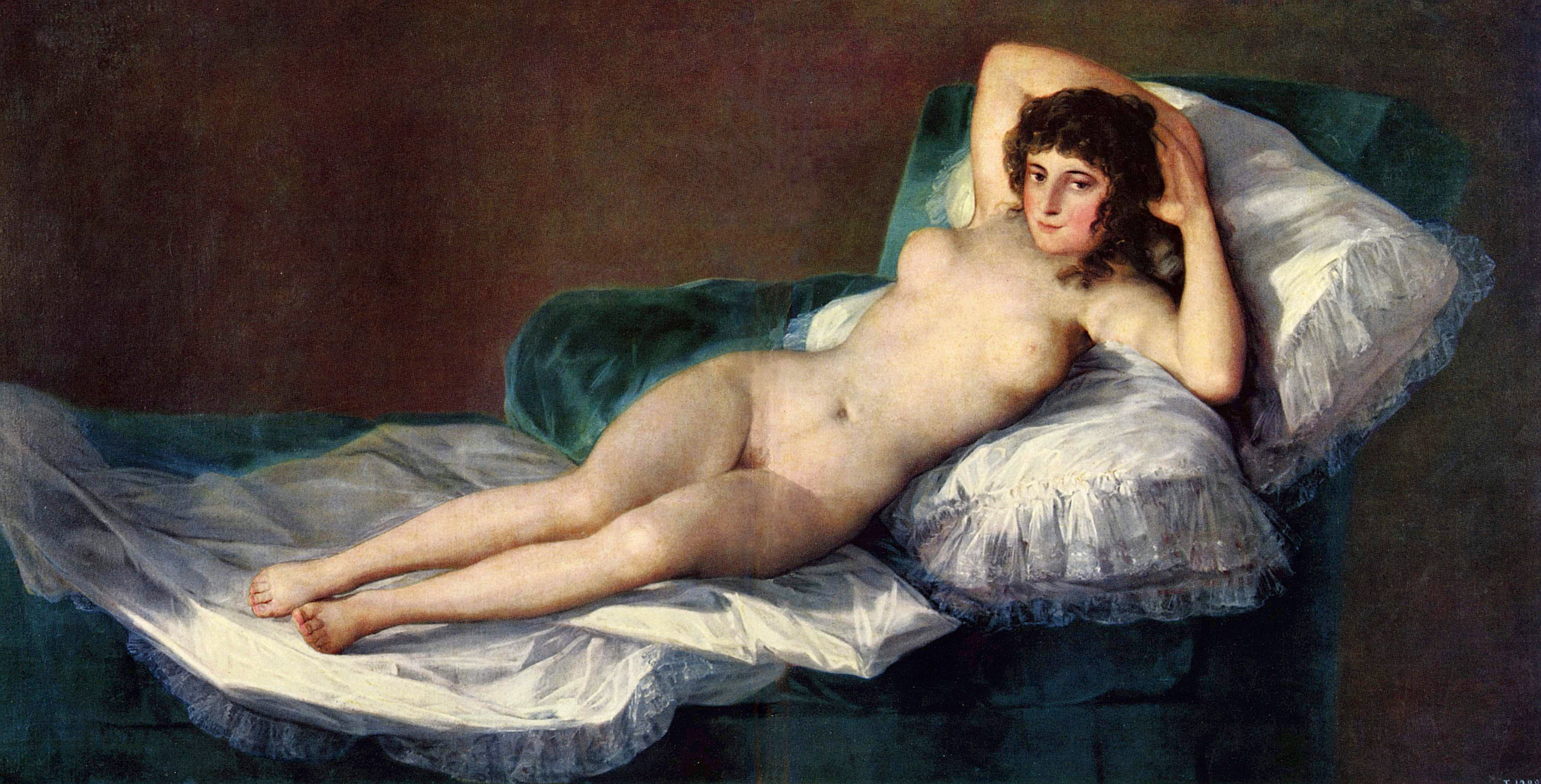
Die nackte Maja (um 1800)

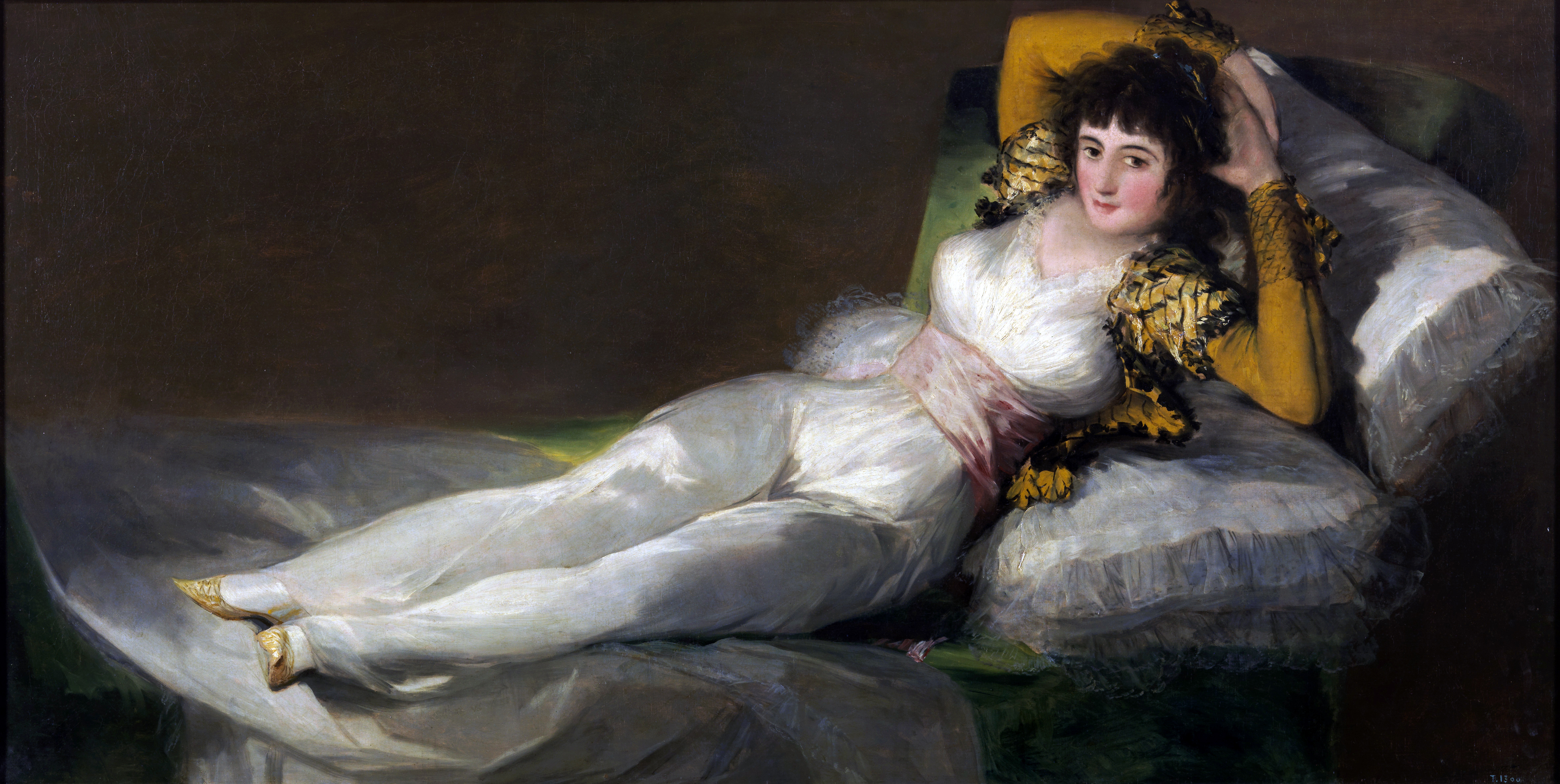
Die bekleidete Maja (um 1803)

## Bilder
Die beiden Goya-Gemälde „Die nackte Maja“ (um 1800) und „Die bekleidete Maja“ (um 1803) stellen ganz offensichtlich ein und dieselbe Person dar, deren Identität jedoch bis heute nicht zweifelsfrei geklärt werden konnte – lange Zeit tendierte die Forschung zur Herzogin von Alba (1762–1802), doch war diese im Jahr 1800 bereits 38 Jahre alt und zum Zeitpunkt der Anfertigung des zweiten Bildes wahrscheinlich bereits tot. Da beide Bilder aus dem Besitz Manuel de Godoys stammen, spricht vieles dafür, dass es sich um zwei Porträts von Pepita Tudó handelt, was auch mit der verführerischen Jugendlichkeit der dargestellten Person besser in Einklang zu bringen ist. Nicht ganz auszuschließen ist jedoch auch, dass es sich um eine völlig unbekannte weitere Geliebte Godoys handelt.

## Sonstiges
- Im Jahr 1901 verfasste der spanische Romancier Ceferino Palencia einen Roman mit dem Titel Pepita Tudó.
- Im halbbiografischen Spielfilm Volavérunt des spanischen Regisseurs Bigas Luna aus dem Jahr 1999 wird die Rolle der Pepita Tudó von Penélope Cruz gespielt.
- Im Roman Goya oder der arge Weg der Erkenntnis von Lion Feuchtwanger (1951) spielt Pepita Tudo (hier genannt „Pepa“) eine bedeutende Rolle. Hier wird sie auch als zeitweilige Geliebte des Malers dargestellt.